# Schloss Altenburg (Alsfeld)
Das Schloss Altenburg, auch Riedeselsches Schloss genannt, ist eine ehemalige Höhenburganlage und späteres Schloss auf einer Anhöhe über der Schwalm in Altenburg (Am Schlossberg 28), einem Ortsteil der Stadt Alsfeld im Vogelsbergkreis in Hessen.

## Geschichte
Vermutlich ist die Entstehungszeit der ehemaligen Burganlage in die Zeit der Merowinger zu datieren. Erstmals wird die Burg 1178 erwähnt und 1193 wird mit Sifridus von Aldinburg erstmals ein Landadliger in Altenburg genannt. Die Aldinburger waren Lehensleute des Klosters Fulda und ihre Burg diente dem Schutz der Besitzungen der Abtei. Die Aldinburger saßen in der Folge zeitweise mit zwei Stämmen auf der Altenburg, der eine im "Oberen Hof", der andere im "Unteren Hof". Im Jahre 1300 verkaufte Reinhard von Aldinburg die Burg mit allem, was dazu gehörte, dem Landgrafen Heinrich I. von Hessen; als Gegenleistung bezahlte der Landgraf Reinhards Schulden und übergab dessen Tochter eine Aussteuer. 1314 wurde die Burg im Verlauf einer wohl aufgrund von Fuldaer Lehnsrechten ausgebrochenen Fehde zwischen dem Fuldaer Fürstabt Eberhard von Rodenstein und dem Landgrafen Otto I. von Ottos Leuten eingenommen und zerstört, wurde danach jedoch wieder aufgebaut, und 1319 schlossen Otto und Fürstabt Heinrich VI. von Hohenberg auf der Altenburg einen Vergleich.
Die hessischen Landgrafen setzten auf der Burg Burgmannen ein, die allerdings nicht alle auf der Burg selbst wohnten. In einem Salbuch von 1574 existieren drei Altenburger Burglehen: Oberforstmeister Christoph von Liederbach, Stam Rotzmann und der Junker von Lehrbach. Das vierte Burglehen besaßen spätestens seit 1429, als Nachfolger der ausgestorbenen Herren von Eisenbach, die Riedesel von Eisenbach, war aber an die von Liederbach verpfändet, die bis zum Erlöschen ihrer Linie im Mannesstamm im Jahr 1605 die Burg bewohnten. Nachfolger im Burgsitz wurde der hessen-darmstädtische Oberforstmeister und Amtmann zu Romrod Wilhelm Schetzel zu Merzhausen, der 1609 Sabina Catharina von Liederbach heiratete. Er starb 1637 und auf ihn folgte sein Sohn Wilhelm. 1647 wurde die Burg durch Hessen-Kasseler Truppen im Zuge des Hessenkriegs in der Endphase des Dreißigjährigen Kriegs teilweise zerstört; die Burgmauer wurde geschleift und das Innere des Bergfrieds verbrannt. Die Wohngebäude, der heutige Südflügel, blieben wohl weitgehend intakt und weiterhin bewohnt.
Mit dem Tod von Wilhelm Schetzel dem Jüngeren im Jahre 1675 erlosch das Geschlecht in der männlichen Linie. Als Erben setzte er seine drei Schwestern ein, von denen eine mit Volpert Riedesel zu Eisenbach verheiratet war. Volperts Sohn Hermann XVI. Riedesel († 1690) kaufte 1681 den beiden anderen Lehensträgern mit dem Erlös aus dem Verkauf seines Anteils am Gut Rudlos ihre Anteile an der Burg ab, ließ sie erneuern und nahm dort bis zu seinem frühen Tod seinen Wohnsitz. Gegen Mitte des 18. Jahrhunderts wurde die Anlage dann durch Hermanns XVI. Sohn, den kursächsischen Generalleutnant Hermann XX. Riedesel zu Eisenbach, schlossartig um- und ausgebaut. Der Südflügel, dessen Grund- und Außenmauern noch aus dem Mittelalter zu stammen scheinen, wurde saniert und der Nordflügel und der sogenannte Kirchenflügel, zweigeschossige verputzte Gebäude im Stil des Barock mit Mansarddach, wurden 1744 fertiggestellt. Mit dem unverheirateten Hermann XX. erlosch der Altenburger Zweig der Familie in der männlichen Linie. Als Erben setzte er zunächst seinen Eisenbacher Vetter Johann Volprecht Riedesel zu Eisenbach (1696–1757), dann jedoch dessen Neffen Hermann (1712–1773) und Georg Ludwig Riedesel zu Eisenbach (1725–1800) ein, was zu einem mehrjährigen Rechtsstreit vor dem Reichskammergericht führte und schließlich zugunsten der beiden Neffen ausging.
Um das Jahr 1833 stürzte der Bergfried, letzter Rest der mittelalterlichen Burg, ein und begrub den Schafstall unter sich. Im Stall sind noch Reste der dicken Mauern des Turms zu sehen. Auch an den Außenwänden der Stallungen erkennt man noch Reste der alten Burgmauer. Im 19. Jahrhundert wurden ein weiterer Anbau mit Satteldach sowie eine Gruppe von Profanbauten und ein Wohnwirtschaftstrakt errichtet. Die Fachwerkkonstruktion des Wohnhauses mit doppelt verriegelten Stockwerkstreben ist in die zweite Hälfte des 19. Jahrhunderts zu datieren.
Die von 1748 bis 1750 als Querkirche erbaute evangelische Schlosskirche befindet sich freistehend im Zentrum des Schlossbezirks.

## Heutige Nutzung
Herrenhaus und Verwalterhaus der Burganlage werden heute privat bewohnt. Weitere Areale der Burg werden aktuell durch die Freie Lebensstudiengemeinschaft Melchiorsgrund genutzt. Das Gebäude-Ensemble, bestehend aus kleinem Schlosshof mit Freilichtbühne, Schlosscafeteria, Kellerbereiche sowie Tagungs- und Seminarräumen im Obergeschoss, wird auch vermietet. Ein Weihnachtsmarkt wird ebenfalls innerhalb der Schlossmauern veranstaltet.

## Galerie

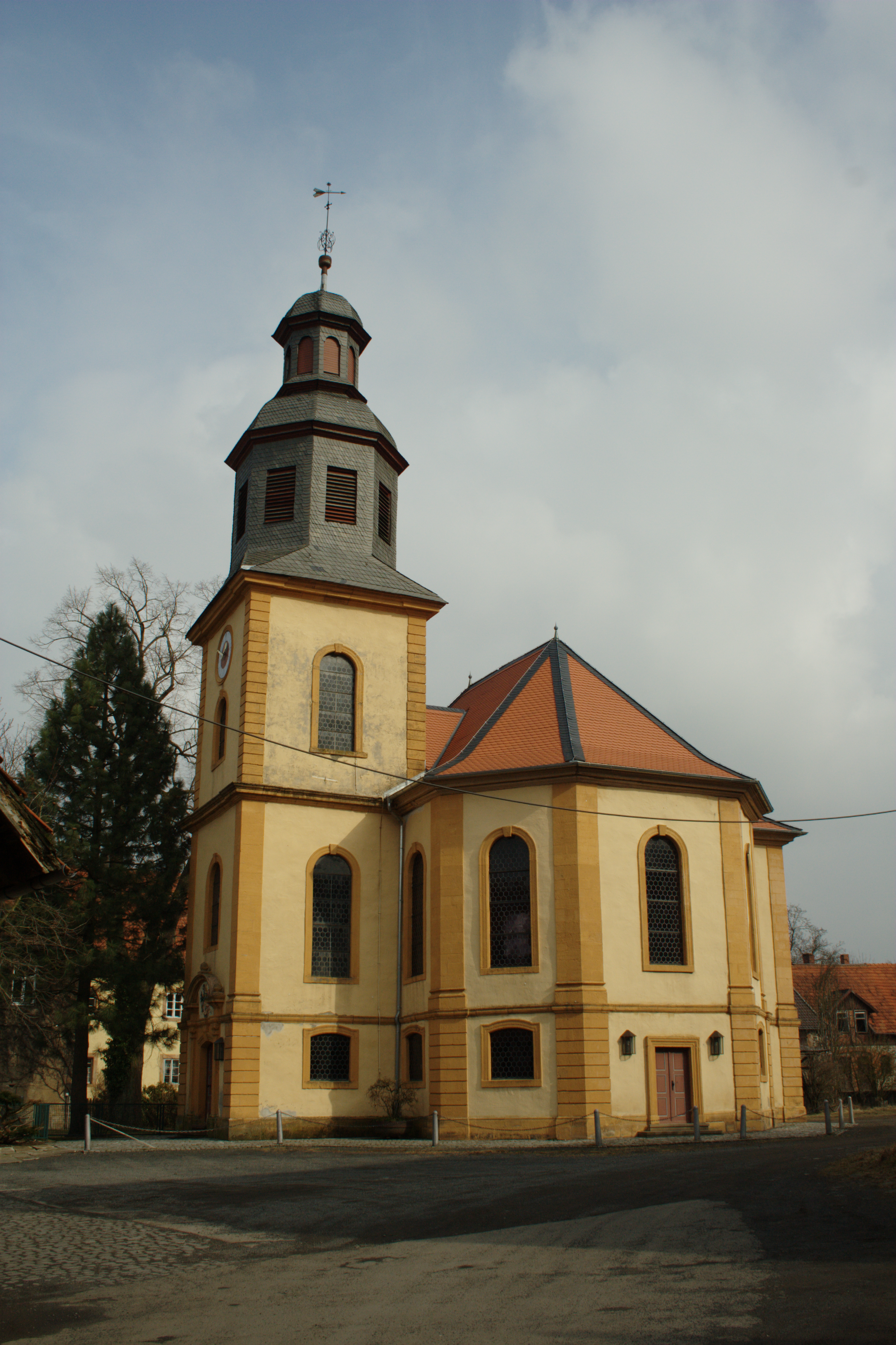
Schlosskirche
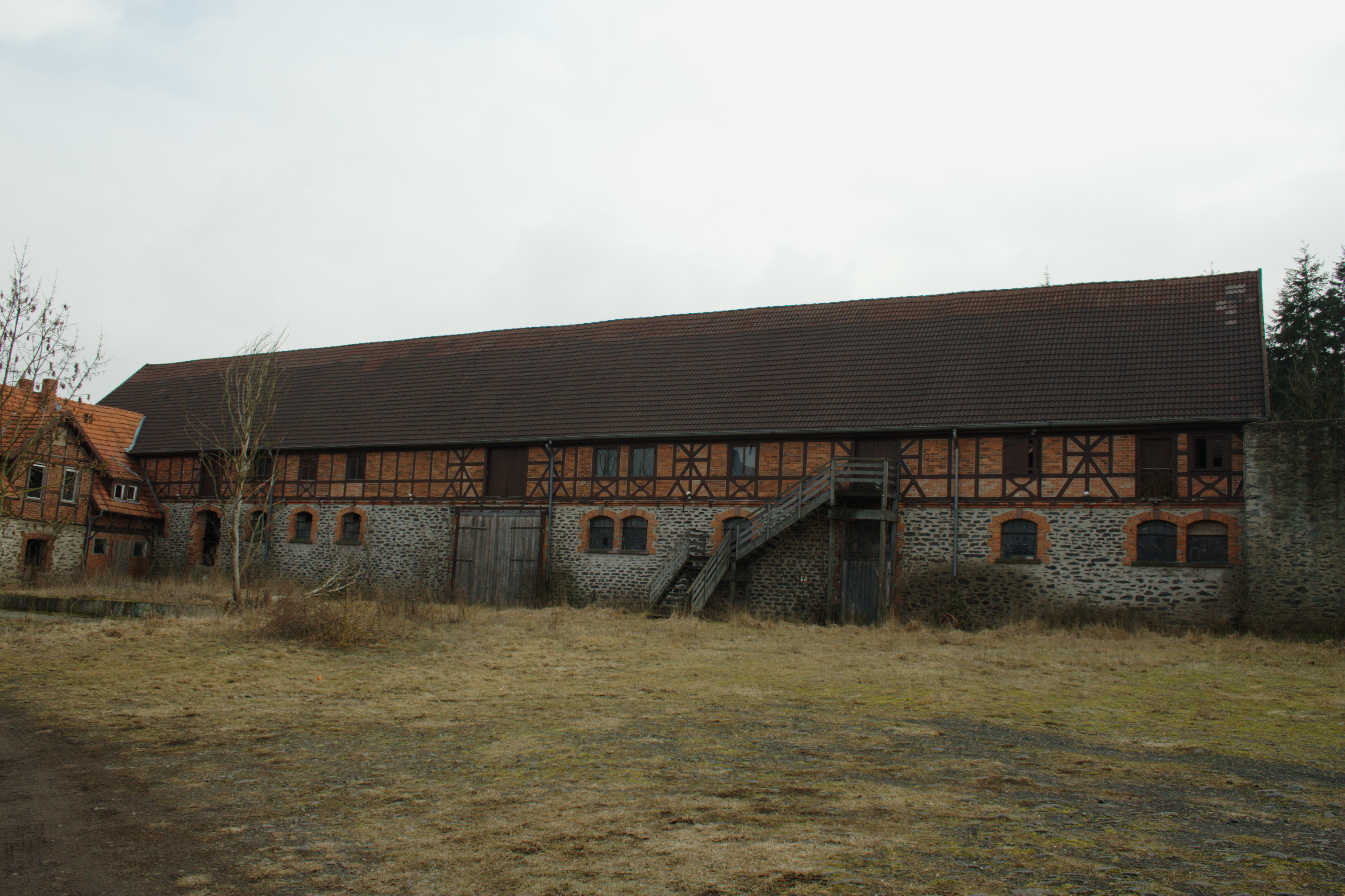
Stallgebäude
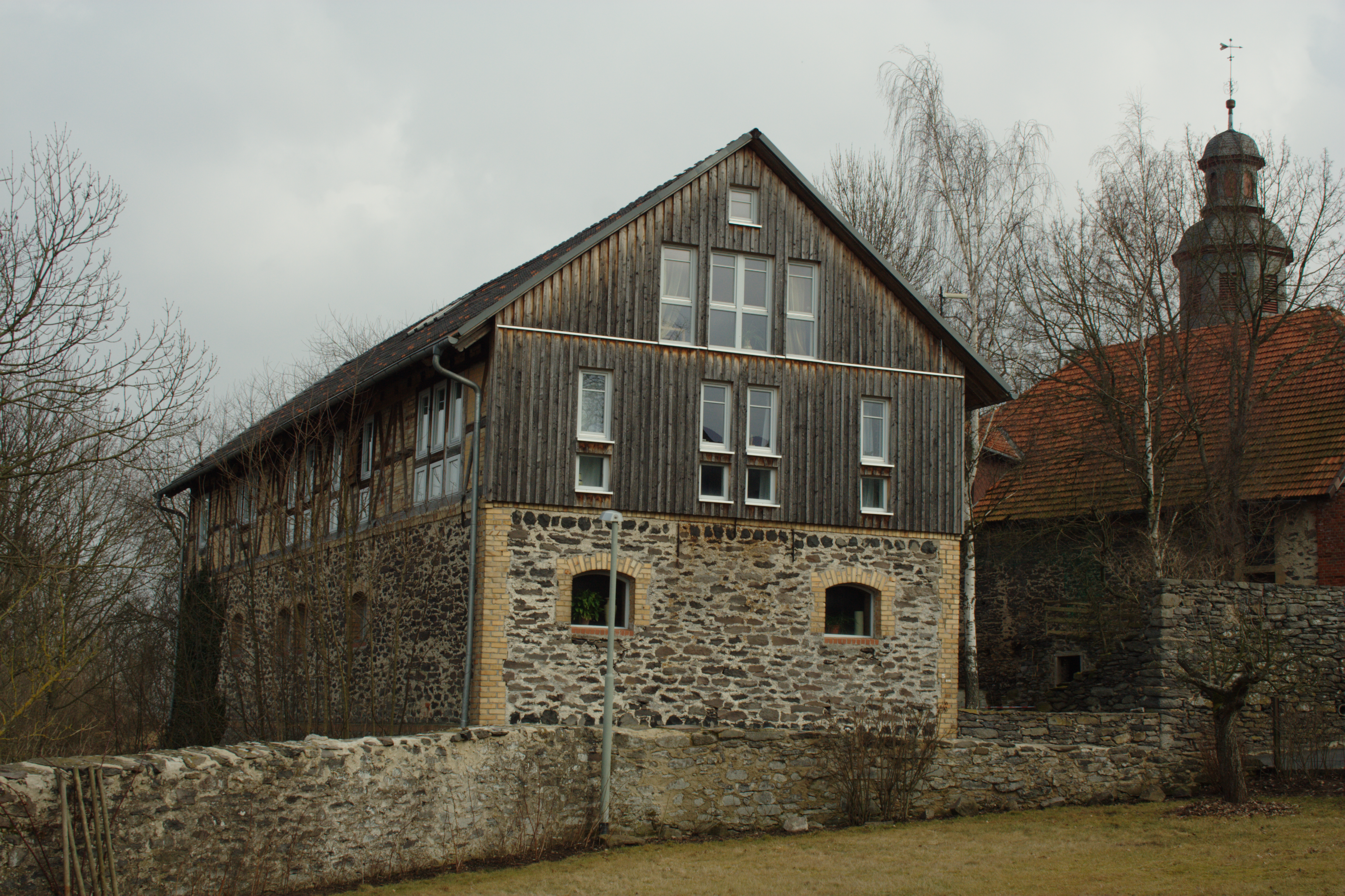
Nebengebäude